# مرن حور
مرن حور، (بالإنجليزية: Merenhor)‏، يحتمل أنه كان ملكا في الأسرة المصرية السابعة خلال الفترة الانتقالية الأولى. ويحمل الرقم 46 في قائمة أبيدوس للملوك.

## مقالات ذات صلة
- الأسرة المصرية السابعة
- قدماء المصريين
- قائمة الفراعنة